# Clairvaux-les-Lacs
Clairvaux-les-Lacs é uma comuna francesa na região administrativa de Borgonha-Franco-Condado, no departamento de Jura. Estende-se por uma área de 12,29 km². Em 2010 a comuna tinha 1 485 habitantes (densidade: 120,8 hab./km²).